# Shamrocks & Shenanigans
Shamrocks & Shenanigans è una raccolta, pubblicata nel 2004, dei migliori pezzi del gruppo rap irlandese House of Pain e dei maggiori successi della carriera da solista del loro principale membro: Everlast.

## Tracce
1. Jump Around
2. Shamrocks and Shenanigans (Boom Shalock Lock Boom)
3. What It's Like
4. Who's the Man
5. Black Jesus
6. Same as It Ever Was
7. Punch Drunk
8. Put on Your S**t Kickers
9. Ends
10. Just Another Victim
11. Pass the Jinn
12. Jump Around (Pete Rock remix)
13. On Point
14. Word Is Bond
15. I Got the Knack
16. Never Missin' a Beat
17. Rhythm